# João Laranjeira
João Gonçalves Laranjeira est un footballeur portugais né le 28 septembre 1951 à Lisbonne. Il évoluait au poste de défenseur central.

## Biographie

### En club
João Laranjeira joue dans le championnat portugais au cours de sa carrière, défendant les couleurs du Sporting Portugal, du Benfica Lisbonne et de l'Amora FC,,.
Il est champion du Portugal en 1974 avec le Sporting. Sous les couleurs des Lions, il remporte également quatre coupes.
Après avoir rejoint le rival du Benfica, il est à nouveau champion du Portugal en 1981.

### En équipe nationale
International portugais, il reçoit 13 sélections en équipe du Portugal entre 1972 et 1980, pour aucun but marqué,.
Il joue son premier match en équipe nationale le 11 juin 1972 dans le cadre de la Coupe de l'Indépendance du Brésil contre l'Équateur (victoire 3-0 à Natal). Le groupe parviendra jusqu'en finale, battu par le Brésil.
Son dernier match a lieu le 17 décembre 1980 contre Israël dans le cadre des éliminatoires de la Coupe du monde 1982 (victoire 3-0 à Lisbonne).

## Palmarès
Avec le Sporting Portugal :
- Champion du Portugal en 1974
- Vainqueur de la Coupe du Portugal en 1971, 1973, 1974 et 1978

Avec le Benfica Lisbonne :
- Champion du Portugal en 1981
- Vainqueur de la Coupe du Portugal en 1980 et 1981
- Vainqueur de la Supercoupe du Portugal en 1980